# Navalmoral de Béjar variedad1
Navalmoral de Béjar variedad1 es el nombre de una variedad cultivar de manzano (Malus domestica) Esta manzana está cultivada en la colección de germoplasma de manzanas del CSIC, también está cultivada en la colección de germoplasma de peral y manzano en la "Finca de Gimenells de la Estación Experimental de Lérida - IRTA". Esta manzana es originaria del Castilla y León, procedente de un ejemplar localizado en el año 1999 en el municipio de Navalmoral de Béjar en la comarca de Sierra de Béjar, en la provincia de Salamanca.

## Sinónimos
- "Navalmoral de Béjar-1 M028",[3]
- "Manzana Navalmoral de Béjar variedad1".[7]

## Historia
'Navalmoral de Béjar variedad1' es una variedad de manzana de la comunidad autónoma de Castilla y León, está catalogada con el número de accesión M028 en el Banco de germoplasma de peral y manzano de la Universidad de Lérida, que se encuentra integrado en la Red de Colecciones del Programa de Conservación y Utilización de los Recursos Fitogenéticos para la Alimentación y la Agricultura, del Plan Nacional de I+D+I.
'Navalmoral de Béjar variedad1' está considerada con otras muchas de las entradas que se han incorporado al Banco de germoplasma en la "Finca de Gimenells de la Estación Experimental de Lérida - IRTA", provienen de ejemplares únicos, en algunos casos, actualmente desaparecidos, lo que ha permitido paliar la erosión genética que se está dando en estas especies frutales.
'Navalmoral de Béjar variedad1' es una variedad que se cultiva para su conservación genética, para posibles usos y mejoras en cruces con otras variedades, para incrementar cualidades o intercambiarlas.

## Características
El manzano de la variedad 'Navalmoral de Béjar variedad1' tiene un vigor fuerte de tipo ramificado, con porte erguido; ramos con pubescencia fuerte, de un grosor delgado, con longitud de entrenudos largos, número de lenticelas medio, relación longitud/grosor de los entrenudos grande, tipo de ramos fructíferos "brindillas coronadas"; época de inicio de floración muy tardía, yema fructífera de forma ovoide-cónica de una longitud corta, flor no abierta presenta color del botón floral rosa oscuro, flor de tamaño medio, pétalos con posición relativa de los bordes superpuestos, inflorescencia con número medio de flores pocas, de forma plana o ligeramente cupuliforme, sépalos de color predominante verde, sépalos de longitud media, con los pétalos de longitud corta y anchura media, siendo la relación longitud/anchura de los pétalos ligeramente más largos, estilos con longitud en relación con los estambres de la misma longitud, estilos con punto de soldadura cerca de la base.
Las hojas tienen un porte caído en relación con el ramo, limbo de longitud medio y de anchura medio, con una relación longitud/anchura pequeña, forma del borde ondulada, peciolo con longitud medio, forma del limbo codiforme, aspecto de la superficie del haz medianamente brillante, pubescencia del envés media, plegamiento de la superficie ondulada, tamaño de la punta grande, forma de la base redondeada, estípulas con una forma muy filiformes, y ángulo del peciolo respecto al ramo mediano.
La variedad de manzana 'Navalmoral de Béjar variedad1' tiene un fruto de tamaño y peso de grande a muy grande; forma globosa elipsoidal, relación longitud/anchura pequeña, lados (ausencia o presencia de lados marcados) débil, posición de la anchura máxima en el medio; piel con estado ceroso fuerte, pruina de la epidermis débil; con color de fondo amarillo verdoso, importancia del sobre color medio, sobre color de superficie rojo, siendo su intensidad oscuro, reparto del color en la superficie sólo en estrías, acusando unas lenticelas medianas, y una sensibilidad al "russeting" (pardeamiento áspero superficial que presentan algunas variedades) en las caras laterales ausente o muy débil; pedúnculo con una longitud medio, y un grosor medio, anchura de la cavidad peduncular media, profundidad de la cavidad pedúncular media, y con importancia del "russeting" en cavidad peduncular medio; coronamiento por encima del cáliz débil, anchura de la cav. calicina media, profundidad de la cav. calicina poco profunda, y con importancia del "russeting" en cavidad calicina ausente o muy débil; longitud del sépalo media; ojo con un tamaño medio, cerrado; sépalo de longitud media.
Carne de color blanca, con oscurecimiento de la carne al corte medio; textura media, dureza de la carne dura, con jugosidad medio; sabor algo aromático, regular; corazón con distinción de la línea fuerte; eje abierto; porte del sépalo convergente; lóculos carpelares cerrados; semilla de longitud grande, de anchura medianamente ancha, y de color marrón.
La manzana 'Navalmoral de Béjar variedad1' tiene una época de maduración y recolección de fruto tardía, mediados de otoño. Época de caída de hoja muy temprana. Se usa como manzana de mesa fresca y para sidra.

## Calidad de fruto y prueba de cata
- Peso del fruto: Grande
- Calibre del fruto: Grande
- Longitud del fruto: Grande
- Índice de almidón: Medio
- Dureza medida de la carne: Media
- Índice refractométrico (IR): Alto
- Acidez titulable: Alta
- Jugosidad de la carne: Medio
- Textura de la carne: Media
- Dureza sensorial de la carne: Dura
- Dulzor: Débil
- Acidez: Fuerte
- Intensidad del sabor de la carne: Fuerte
- Sabor: Regular
- Valoración global del fruto: Malo.[3]

## Características Agronómicas
- Afinidad del injerto (compatibilidad): Muy buena
- Facilidad de formación y poda: Baja
- Tipo de fructificación: Tipo II
- Precocidad varietal: Poco precoz
- Vecería: Media
- Productividad: Baja
- Necesidad de aclareo: Media
- Escalonamiento de la maduración del fruto: Largo
- Sensibilidad a la caída en maduración: sin datos
- Aptitud para la conservación del fruto en árbol: sin datos
- Aptitud para la conservación del fruto en almacén o cámara: sin datos
- Sensibilidad al moteado: sin datos
- Sensibilidad al oídio: Alta
- Sensibilidad a pulgón lanígero: Alta.[3]